# Ishak Talal Boussouf
Ishak Talal Boussouf (22 augustus 2001) is een Algerijns voetballer die sinds 2020 uitkomt voor Lommel SK.

## Carrière
Boussouf startte zijn seniorencarrière bij ES Sétif. In oktober 2020 maakte hij de overstap naar de Belgische tweedeklasser Lommel SK, waar hij een contract voor vijf seizoenen ondertekende.
1 Fiermarín ·
3 Lemoine ·
4 Wuytens ·
5 Kis ·
6 Neven  ·
7 Henkens ·
8 Rosa ·
9 Saito ·
10 Agyepong ·
11 Kadiri ·
12 Lambrix ·
14 Tolinsson ·
16 Verschueren ·
17 Belghali ·
18 Þórðarson ·
19 Arzani ·
20 De Busser ·
21 Troonbeeckx ·
22 Kabongo ·
23 Vandersmissen ·
24 Boussouf ·
25 Aminu ·
27 Caio Roque ·
28 Anello ·
29 Aguilar ·
32 Talvitie ·
Coach: Van der Veen